# Coppa Sabatini 2023
71. ročník jednodenního cyklistického závodu Coppa Sabatini (též známého jako Gran Premio città di Peccioli) se konal 14. září 2023 v italském městě Peccioli a okolí. Vítězem se stal Švýcar Marc Hirschi z týmu UAE Team Emirates. Na druhém a třetím místě se umístili Francouz Pavel Sivakov (Ineos Grenadiers) a Slovinec Tadej Pogačar (UAE Team Emirates). Závod byl součástí UCI ProSeries 2023 na úrovni 1.Pro.

## Týmy
Závodu se zúčastnilo 7 z 18 UCI WorldTeamů, 6 UCI ProTeamů a 5 UCI Continental týmů. Každý tým přijel na start se sedmi závodníky kromě týmů EF Education–EasyPost a Q36.5 Pro Cycling Team s šesti jezdci. Lucas Lopes (Electro Hiper Europa) neodstartoval, na start se tak postavilo 123 jezdců. Do cíle v Peccioli dojelo 48 z nich.
UCI WorldTeamy
- Astana Qazaqstan Team
- Cofidis
- EF Education–EasyPost
- Ineos Grenadiers
- Intermarché–Circus–Wanty
- Team Jayco–AlUla
- UAE Team Emirates

UCI ProTeamy
- Eolo–Kometa
- Euskaltel–Euskadi
- Green Project–Bardiani–CSF–Faizanè
- Q36.5 Pro Cycling Team
- Team Corratec–Selle Italia
- Team TotalEnergies

UCI Continental týmy
- Electro Hiper Europa
- GW Shimano–Sidermec
- MG.K vis Colors for Peace
- Team Technipes #inEmiliaRomagna
- Work Service–Vitalcare–Dynatek

## Výsledky
| Pořadí | Jezdec                   | Tým                    | Čas        |
| ------ | ------------------------ | ---------------------- | ---------- |
| 1      | Marc Hirschi (SUI)       | UAE Team Emirates      | 4h 47' 15" |
| 2      | Pavel Sivakov (FRA)      | Ineos Grenadiers       | + 2"       |
| 3      | Tadej Pogačar (SLO)      | UAE Team Emirates      | + 18"      |
| 4      | Guillaume Martin (FRA)   | Cofidis                | + 18"      |
| 5      | Alexej Lucenko (KAZ)     | Astana Qazaqstan Team  | + 18"      |
| 6      | Walter Calzoni (ITA)     | Q36.5 Pro Cycling Team | + 2' 10"   |
| 7      | Richard Carapaz (ECU)    | EF Education–EasyPost  | + 2' 17"   |
| 8      | Michael Valgren (DEN)    | EF Education–EasyPost  | + 3' 54"   |
| 9      | George Bennett (NZL)     | UAE Team Emirates      | + 4' 45"   |
| 10     | Mathieu Burgaudeau (FRA) | Team TotalEnergies     | + 6' 04"   |